# NaZemi

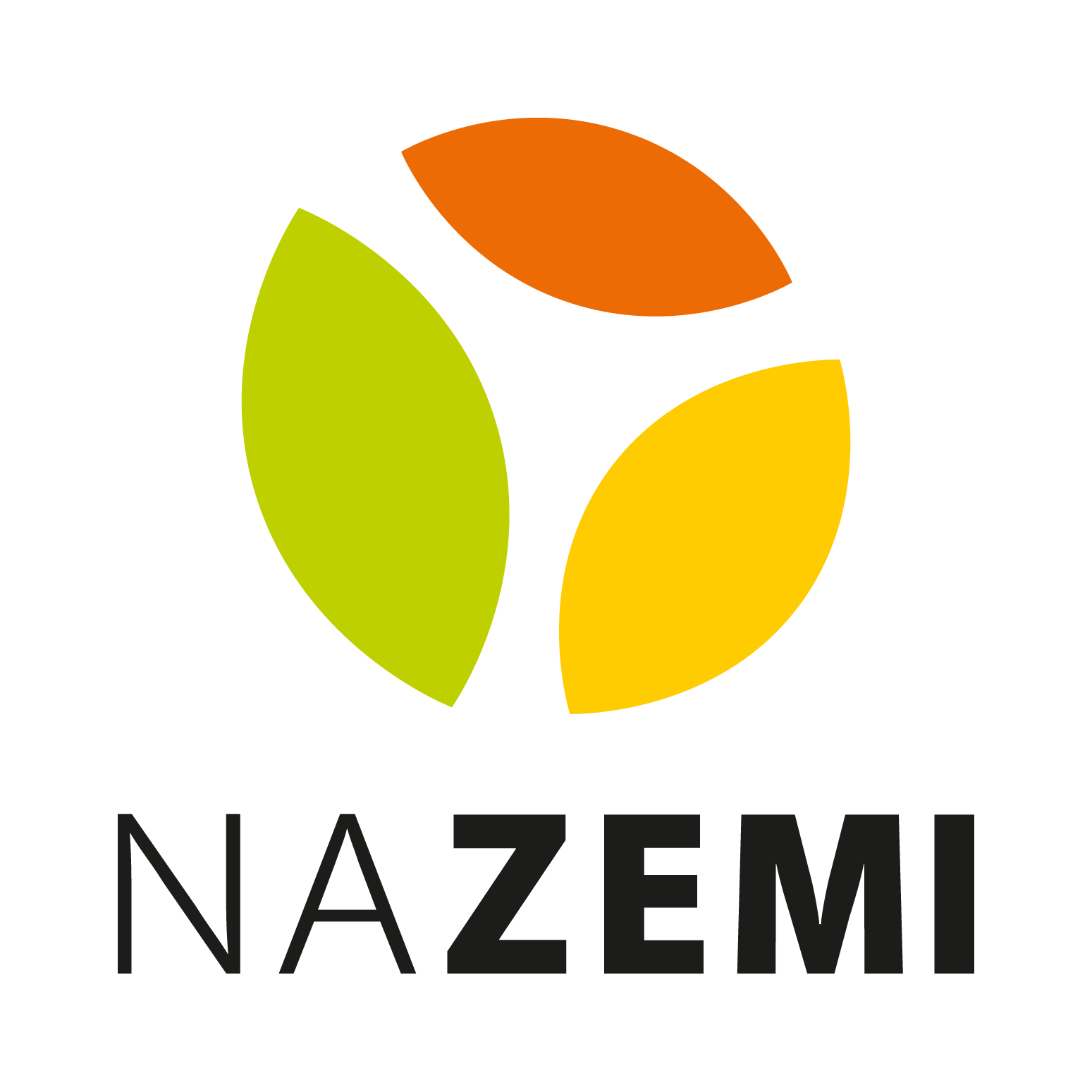
Logo NaZemi

NaZemi je česká nevládní nezisková organizace, která si klade za cíl hájit důstojné pracovní podmínky lidí ve světě. Upozorňuje na propojenost spotřebního chování lidí v tzv. rozvinutých zemích s problémy lidí v tzv. rozvojových zemích (zemích globálního Jihu). NaZemi se snaží docílit, aby se spotřebitelé zajímali o původ svého zboží a byli si vědomi důsledků svých nákupních rozhodnutí. Provádí osvětu o podmínkách, jež při výrobě spotřebního zboží panují.

## Historie a členství v organizacích

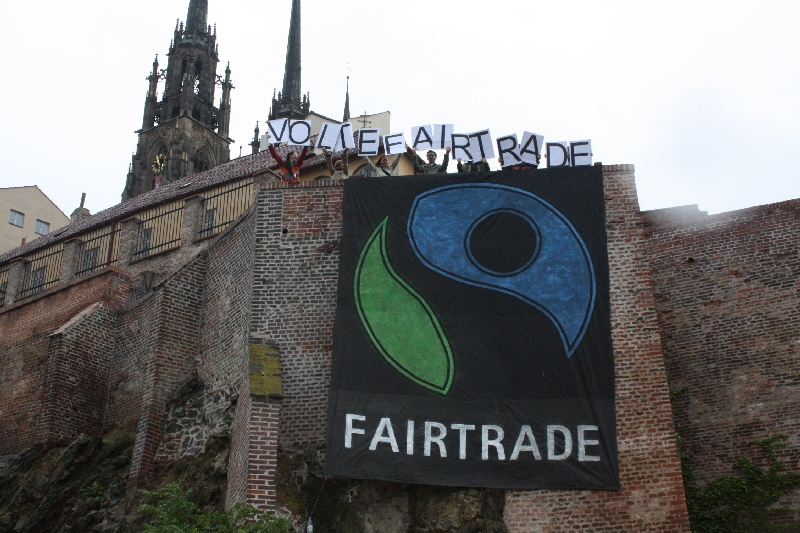
V rámci oslav Světového dne pro fair trade 2010 vyvěsila organizace NaZemi v Brně na Petrově fairtradové logo

Organizace vznikla v roce 2003 a v prvních letech byla rozvíjena pouze díky dobrovolnické práci. Nyní[kdy?] má NaZemi 13 placených zaměstnanců. V roce 2013 založila společnost Obchod NaZemi, s. r. o. Zisky z prodeje používá na financování své činnosti.
NaZemi je členem národních (např. FORS, FairTrade Česko a Slovensko) i evropských struktur (např. Clean Clothes Campaign, EU Fair Trade Advocacy Network) organizací.

## Činnost
NaZemi pořádá veřejné happeningy, petice, či kampaně. Obory její činnosti se dělí do tzv. třech pilířů:

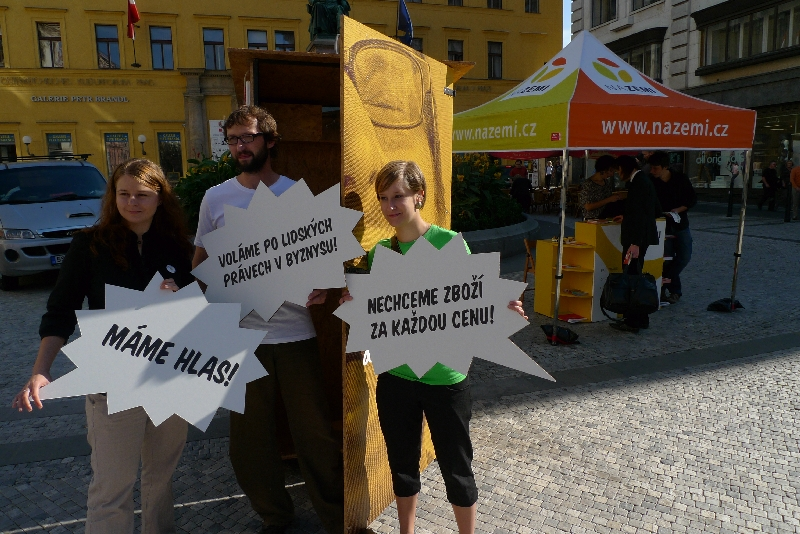
Pouliční kampaň NaZemi v Praze v roce 2011

Prvním pilířem je firemní odpovědnost. Jde především o firemní dodavatelské řetězce. NaZemi se snaží apelovat na firmy, aby měly přehled o všech článcích svých dodavatelských řetězců a nastavovaly pracovní podmínky tak, aby lidé v tzv. rozvojových zemích mohli žít a pracovat v důstojných podmínkách.
Druhým pilířem je fair trade. Ten má umožňovat pěstitelům, řemeslníkům a zaměstnancům v zemích globálního Jihu zlepšovat jejich životní podmínky. Prostřednictvím fair trade i přímého kontaktu s pěstiteli a výrobci se NaZemi snaží motivovat českou veřejnost k odpovědnému přístupu k vlastní spotřebě. V rámci podpory fair trade provozuje vlastní e-shop s nabídkou fairtradové kávy a čaje, dodává Fair Café do firem či kaváren. Jednou z největších akcí, kterou na podporu fair trade pořádá, je tzv. Férová snídaně ve vašem městě. V roce 2016 se konal již šestý ročník této akce. Na podporu lokálních a fairtradových pěstitelů se piknikovalo na více než 160 místech republiky.[zdroj?] Celkem posnídalo 6 500 lidí.[zdroj?] Na podzim koordinuje Výstavu na stromech. První ročník výstavy se věnoval podmínkám pěstitelů kávy, druhý se zaměřil na výrobce obuvi.
Třetím pilířem činnosti NaZemi je globální rozvojové vzdělávání. To má přispět k pochopení souvislostí mezi vlastním životem a životem lidí v jiných částech světa. Pomocí vzdělávacích materiálů, programů pro žáky a seminářů pro učitele prosazuje NaZemi globální rozvojové vzdělávání do škol i mimo ně. Spolupracuje s řadou institucí formálního i neformálního vzdělávání. V Brně také provozuje malou knihovnu zaměřenou na „rozvojová" témata. Centrum globálního rozvojového vzdělávání NaZemi přivezlo do České republiky storylines – původně skotský[zdroj?] přístup k výuce využívající příběhovou linku. V tomto přístupu jsou žáci 1. stupně ZŠ vtaženi do příběhu, který se stává osou výuky po dobu dvou až tří měsíců.[ujasnit] Organizace NaZemi také vede projekt financovaný Evropskou komisí, který se zaměřuje na podporu globálního vzdělávání ve světovém skautském hnutí – projekt Skauti NaZemi. NaZemi je vedoucí organizací projektu a mimo českého Junáka jsou partnery projektu také skautské i vzdělávací organizace z dalších 6 evropských zemí.
NaZemi působí rovněž v akademickém prostředí – její experti například vedli kurz „Kritické myšlení a globální témata" na Katedře sociologie na Fakultě sociálních studií MU v Brně[zdroj?] či spolupracovali s Institutem výzkumu inkluzivního vzdělávání při Pedagogické fakultě MU na výzkumu k projektu „Rozšiřování participativní výuky globálních témat na 1. stupni ZŠ metodou storylines".[zdroj?]
NaZemi funguje jako spolek a činnost je financována z národních a mezinárodních grantů, z prostředků soukromých a firemních dárců a z výnosů vlastní činnosti.